# Línea C (subte de Buenos Aires)
La línea C es una de las seis líneas del subte de Buenos Aires. Su recorrido va desde la estación Retiro hasta la estación Constitución, ambas junto a las estaciones ferroviarias de los barrios homónimos. Fue inaugurada el 9 de noviembre de 1934, convirtiéndose en la tercera línea de la red en brindar servicio al público y la primera  en contar con un trazado transversal. Discurre principalmente bajo la avenida Ramos Mejía y las calles Esmeralda, Sarmiento, Carlos Pellegrini, Bernardo de Irigoyen y Lima Oeste. Cuenta con una extensión de 4,4 km y un total de nueve estaciones. Utiliza, al igual que las líneas A, D, E y H, captación de la energía eléctrica por catenaria aérea flexible. La línea C es conocida como la línea de los españoles por el tipo de obras que se inspiran en los paisajes típicos de España. Así, su estilo predominante es el Neocolonial, fusionado con elementos decorativos Indígenas.

## Historia de su construcción
| No tiene                              | Retiro             |
|                                       | General San Martín |
|                                       | Lavalle            |
|                                       | Diagonal Norte     |
|                                       | Avenida de Mayo    |
|                                       | Moreno             |
|                                       | Independencia      |
|                                       | San Juan           |
| No tiene                              | Constitución       |
| Color de los frisos entre 1934 y 1936 |                    |

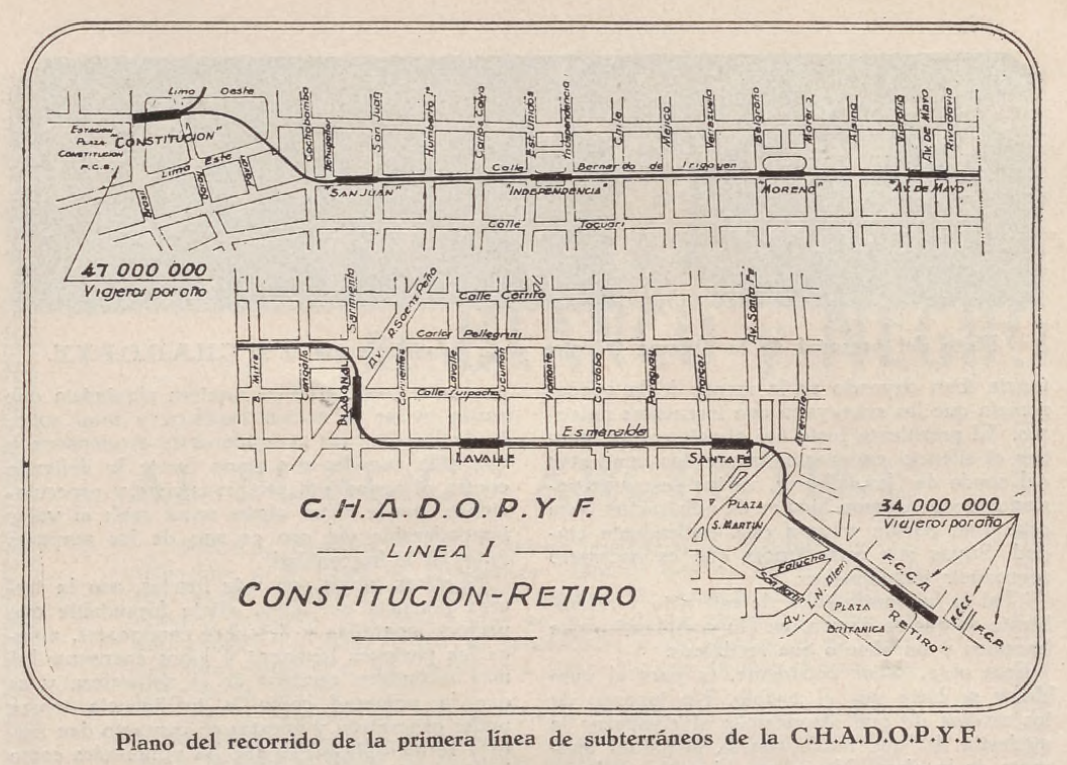
Plano de la línea 1 de la CHADOPYF (actual línea C)

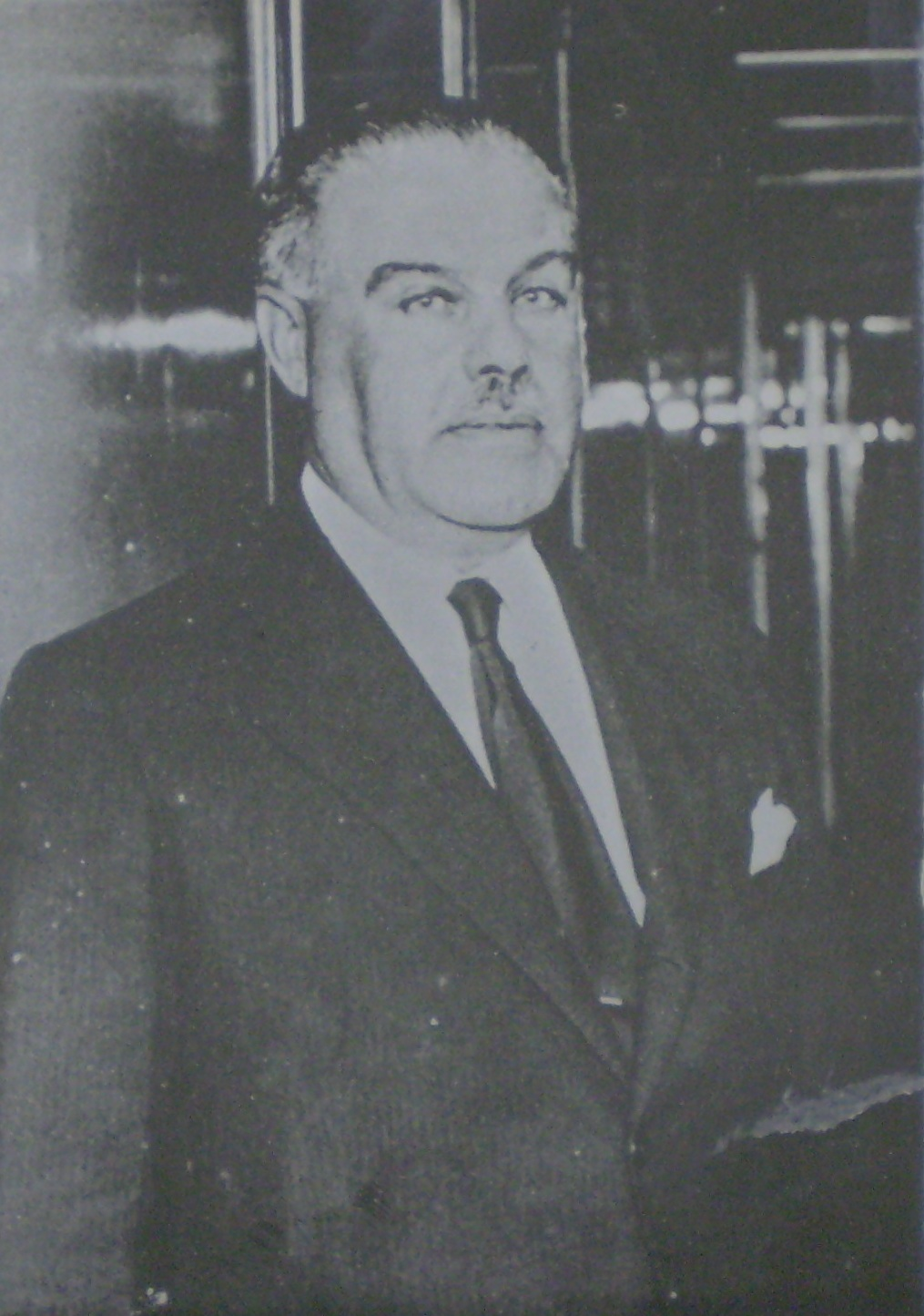
Conde de Guadalhorce, constructor de la línea C.

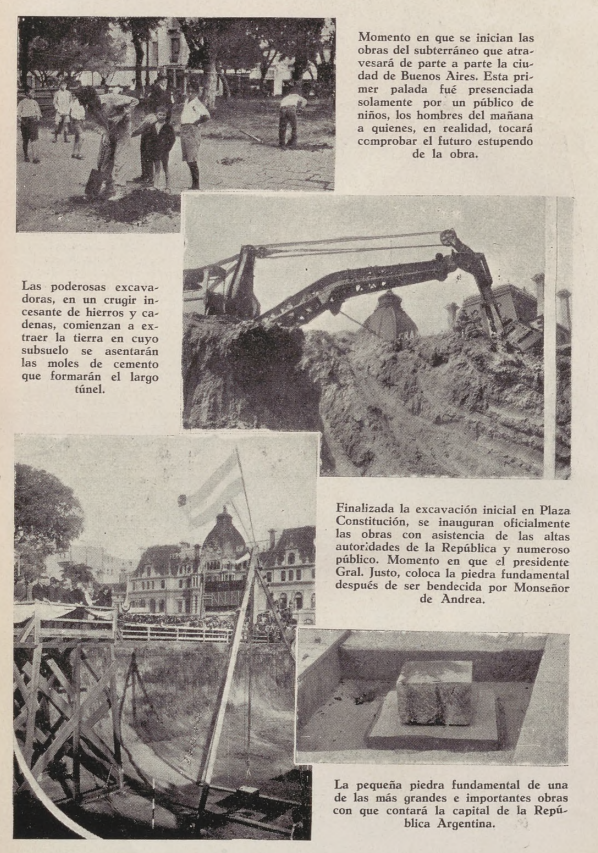
Construcción de la Línea C del Subte de Buenos Aires en la revista argentina Hojas españolas de mayo de 1934.

A principios de la década del 30 la Compañía de Tranvías Anglo Argentina (CTAA) comenzó las obras de la línea, pero por diferentes motivos las obras se paralizaron. La Anglo-Argentina era propietaria de la actual línea A de subterráneo, y una empresa de peso en el rubro de las líneas de tranvías ya que manejaba el 80% de la red, pero se vio afectada por la Gran Depresión y la crisis mundial.
En ese contexto, la empresa española CHADOPyF (Compañía Hispano Argentina de Obras Públicas y Finanzas) recibió la aprobación del Concejo Deliberante el 30 de julio de 1930, cuando el Concejo aprobó el proyecto español mediante la ordenanza 4070 para la construcción de su propia red de subterráneos, superpuesta al proyecto que la CTAA tenía desde hacía décadas, y que fue cancelado.
Con sede en Madrid, la CHADOPyF era presidida por Rafael Benjumea y Burín, conde de Guadalhorce, miembro de la nobleza española y con fuertes lazos y simpatías por los totalitarismos que surgían en la Europa de entreguerras. La empresa había acumulado capital mediante la emisión de debentures (cédulas de ahorro), que había vendido entre inmigrantes españoles en Buenos Aires, apelando a valores de la nacionalidad hispana y al vínculo histórico con la Argentina que los había cobijado.
El 9 de noviembre de 1934 puso en servicio el primer tramo de la Línea 1, desde la estación  Constitución, cabecera del Ferrocarril General Roca hasta la avenida Diagonal Norte, con presencia del Presidente Agustín Justo. El 6 de febrero de 1936 se extendió la línea hasta la estación Retiro, cabecera del Ferrocarril Bartolomé Mitre.
En la mayoría de las estaciones se colocaron mayólicas y azulejos importados, algo que también hizo la CHADOPyF en las dos líneas que construyó posteriormente —la D y la E—. En el caso de la línea C, las mayólicas originales representan paisajes de España y fueron construidas por firmas de distintas regiones de dicho país.
En febrero de 1939 se creaba, en el marco del Tratado Roca-Runciman, la Corporación de Transportes de la Ciudad de Buenos Aires (CTCBA), órgano único de composición mixta (estatal y privada) que se quedó con el control de los tranvías, subterráneos y las primeras líneas de colectivos. La parte privada fue representada por la Anglo Argentina, que pasaba a tener el monopolio del transporte.
La CTCBA otorgó al subte de los españoles, siguiendo un criterio cronológico, la letra "C" con la que se la conoce desde entonces. En 1952 quebró y fue sustituida por la Administración General de Transportes de Buenos Aires (AGTBA), que dependía directamente del Ministerio de Transporte de la Nación. AGTBA comenzó a desprenderse de todos los sistemas de transporte, salvo del subterráneo.
Al liquidarse en 1963, el Estado la reemplazó por otra empresa de origen público, Subterráneos de Buenos Aires, que en 1977 adquirió plena autonomía al convertirse en una Sociedad del Estado, siendo el paquete accionario transferido a la Municipalidad de la Ciudad de Buenos Aires en 1979.

## Estaciones
| Estación           | Inauguración           | Ubicación                         | Barrio                   | Comb.             | Estación                |
| ------------------ | ---------------------- | --------------------------------- | ------------------------ | ----------------- | ----------------------- |
| Retiro             | 6 de febrero de 1936   | Avenida Dr. José Ramos Mejía 1400 | Retiro                   | Línea E           | Terminal de combinación |
| General San Martín | 17 de agosto de 1937   | Avenida Santa Fe 800              | Retiro                   |                   | De paso                 |
| Lavalle            | 6 de febrero de 1936   | Esmeralda 500                     | San Nicolás              |                   | De paso                 |
| Diagonal Norte     | 9 de noviembre de 1934 | Sarmiento 800                     | San Nicolás              | Línea B · Línea D | De combinación          |
| Avenida de Mayo    | 9 de noviembre de 1934 | Avenida de Mayo 900               | Monserrat                | Línea A           | De combinación          |
| Moreno             | 9 de noviembre de 1934 | Bernardo de Irigoyen 300          | Monserrat                |                   | De paso                 |
| Independencia      | 9 de noviembre de 1934 | Bernardo de Irigoyen 700          | Constitución y Monserrat | Línea E           | De combinación          |
| San Juan           | 9 de noviembre de 1934 | Bernardo de Irigoyen 1100         | Constitución             |                   | De paso                 |
| Constitución       | 9 de noviembre de 1934 | Lima 1600                         | Constitución             |                   | Terminal de combinación |

## Historia del material rodante

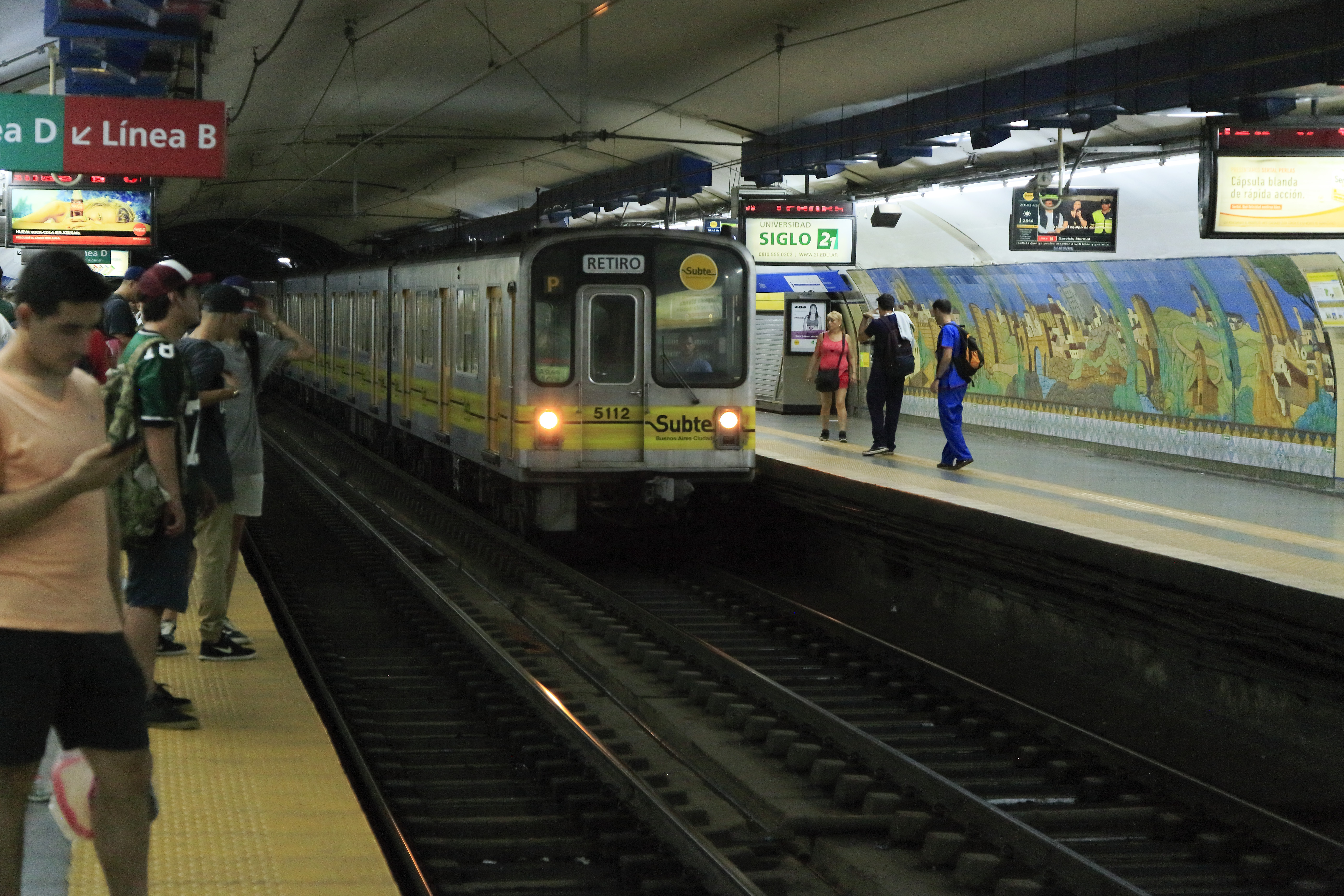
Nagoya serie 5000 en la estación Diagonal Norte

Los coches Siemens-Orenstein & Koppel fueron el material rodante de la línea desde su inauguración en 1934 hasta que fueron retirados en 2007, siendo reemplazados por coches japoneses Hitachi-Nippon Sharyo, denominados "Nagoya" por proceder del metro de dicha ciudad, mientras que los trenes de los años 30 fueron transferidos a la Línea H. Los coches Nagoya pertenecen a las series 250/300/1200
En 2015 se sumaron 18 coches Nagoya Serie 5000  reacondicionados, con una capacidad para 115 pasajeros, un sistema que anuncia automáticamente las estaciones y aire acondicionado, frenos regenerativos que devuelven la energía no utilizada ahorrando energía, sistema de cierre automático de puertas con detector de velocidad. Los coches Serie 5000 representan el 50% de toda la flota. Las unidades que no fueron compradas por Buenos Aires fueron desguazados y vendidos como chatarra en su país de origen.
En 2018 una formación CNR-Citic 200 proveniente de la línea A fue transferida a la línea C, para en 2019 ir agregando 8 formaciones más de la línea A, para al mismo tiempo, retirar los Nagoya Series 250/300/1200 que poseen componentes contaminados con asbesto. En 2024 tras estar parados un largo tiempo debido a la contención de Asbesto, los coches Serie 5000 volvieron a servicio.

## Problemas con el concesionario

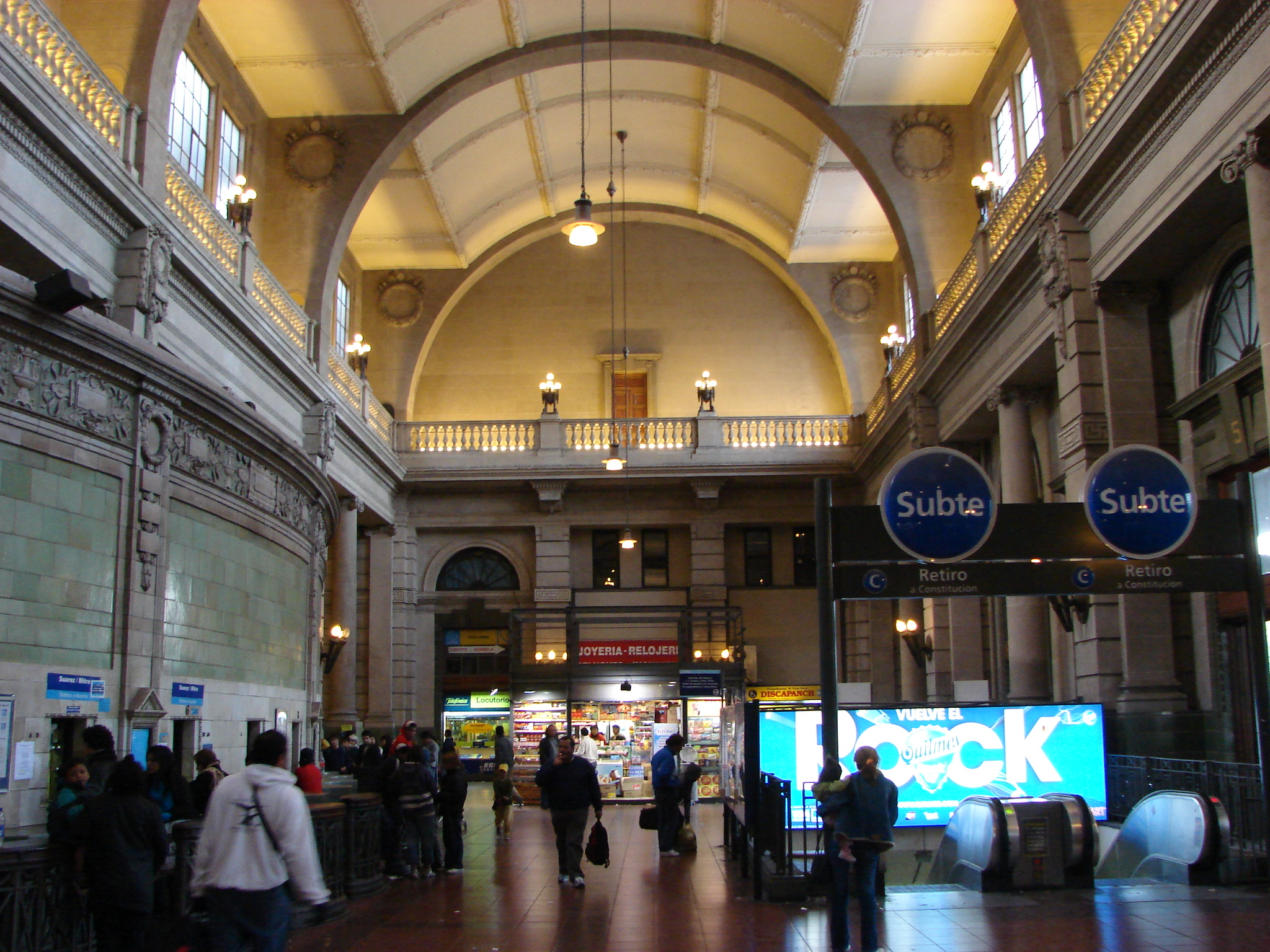
Una de las entradas a la estación Retiro de la línea C en 2005.

El 4 de noviembre de 2016 una formación Nagoya (coche 319) sin pasajeros descarrilló en la zona de maniobras del Taller Constitución chocando contra una pared del túnel y unas columnas (derribando a su paso cuatro de ellas), lo que generó daños al cableado y la infraestructura, y peligro de derrumbe. La formación también sufrió daños visibles en el frente y un lateral, y el conductor sufrió golpes. A raíz del hecho la línea operó con servicio limitado entre Retiro y San Juan durante algunos días, mientras se removía la formación y se realizaban tareas de apuntalamiento. El incidente, que provocó malestar en los pasajeros, ocurrió la misma semana que un aumento del pasaje. En la mañana del 7 de noviembre el servicio se había rehabilitado con demoras, pero el gremio Metrodelegados decidió interrumpirlo por el desprendimiento de mampostería de las paredes y el techo del túnel en el sector del accidente, suceso negado por la empresa Metrovías. La Guardia de Auxilio y Emergencias del Gobierno de la Ciudad realizó una inspección al túnel y constató que no había daños.